# Лінда Вотсон (хокеїстка на траві)
Лінда Вотсон (15 вересня 1955) — зімбабвійська хокеїстка на траві і спортсменка.
Олімпійська чемпіонка 1980 року.